# Cryopyrin-assoziiertes periodisches Syndrom
Das Cryopyrin-assoziierte periodische Syndrom (CAPS) ist eine Gruppe von derzeit drei bekannten genetisch bedingten Erkrankungen. Der Erbgang ist autosomal-dominant. Zu CAPS gehören:
- die familiäre Kälteurtikaria (familial cold urticaria, FCU), syn. familiäres autoinflammatorisches Kältesyndrom (familial cold autoinflammatory syndrome, FCAS), auch CAPS1 genannt[1]
- das Muckle-Wells-Syndrom (MWS), auch CAPS2 genannt[2]
- NOMID (neonatal onset multisystem inflammatory disease), syn. CINCA (chronic infantile neurological cutaneous and articular syndrome), auch CAPS3 genannt[3]

Bei allen drei Erkrankungen handelt es sich um autoinflammatorische Erkrankungen. Im Unterschied zu Autoimmunerkrankungen ist die Ursache der CAPS nicht eine spezifische Reaktion des körpereigenen Immunsystems. Bei autoinflammatorischen Erkrankungen werden erhöhte Mengen körpereigener Entzündungsstoffe produziert, die im Körper eine Entzündung verursachen. Für diese kann aber keine erkennbare äußere Ursache gefunden werden.
Ursprünglich ging man davon aus, dass es sich um drei unterschiedliche Erkrankungen handelt. Tatsächlich teilen alle drei CAPS dieselbe genetische Mutation und dieselbe Pathogenese.

## Genetik
Ursache für CAPS ist eine Mutation im NLRP3-Gen, das für das Protein Cryopyrin kodiert. Cryopyrin ist eine Komponente des Interleukin-1β-Inflammasoms. Das NLRP3-Gen befindet sich auf Chromosom 1 Genlocus q44.
Interleukin-1β (oder kurz IL-1β oder IL-1B) gehört zu der Interleukin-1-Familie und ist eines der Zytokine, welche zu den Entzündungsmediatoren gezählt werden.

## Symptomatik
Diese Erkrankungen bilden ein Spektrum von Krankheiten mit zunehmendem Schweregrad, wobei die mildesten, mittelschweren und schwersten Manifestationen jeweils durch FCAS, MWS und NOMID dargestellt werden. Die Symptome von CAPS umfassen rezidivierende Fieber, Nesselsucht-ähnliche Ausschläge, Arthralgien und Arthritis, Amyloidose, sensorineuralen Hörverlust und Augenprobleme. Bei NOMID können auch neurologische Probleme auftreten. Dazu gehören schwere Kopfschmerzen, erhöhter intrakranieller Druck, chronische aseptische Meningitis und sogar geistige Retardierung.

## Therapie und Prognose
Bezüglich der Therapie und Prognose sei auf die jeweiligen CAPS-Artikel verwiesen.